# It Was a Very Good Year
«It Was a Very Good Year» (англ. Это был очень хороший год) — песня композитора Эрвина Дрейка, написанная в 1961 году. Изначально была записана The Kingston Trio для их альбома Goin' Places. Наиболее известна стала в исполнении Фрэнка Синатры. Версия Синатры, аранжированная Гордоном Дженкинсом, получила награды «Грэмми» в двух номинациях 1966 года. Также эта композиция входит в альбом Фрэнка Синатры September of My Years (1965).

## Описание
В тексте песни рассказывается про отношения мужчины с девушками в разные годы его жизни: в 17 лет, в 21 и 35 лет. Эти годы, по его мнению, — самые лучшие в его жизни. Сейчас, когда герой достиг солидного возраста, он рассматривает свою жизнь «как выдержанное вино». Все его бывшие романы были сладки для него, как вино из урожая в хороший год.

## Чарты
| Чарт                               | Высшая позиция |
| ---------------------------------- | -------------- |
| США (Billboard Hot 100)            | 28             |
| США (Billboard Adult Contemporary) | 1              |